# Ilfov (distrikt)
Ilfov er et distrikt i Muntenien i Rumænien med 300.123 (2002) indbyggere. Hovedstad er byen Buftea.

## Byer
- Buftea
- Otopeni
- Voluntari
- Bragadiru
- Chitila
- Popeşti-Leordeni
- Pantelimon

## Kommuner
- Periş
- Ciolpani
- Gruiu
- Nuci
- Snagov
- Grădiştea
- Moara Vlăsiei
- Baloteşti
- Corbeanca
- Dascălu
- Petrăchioaia
- Tunari
- Ştefăneştii de Jos
- Afumaţi
- Găneasa
- Mogoşoaia
- Dragomireşti Vale
- Chiajna
- Dobroieşti
- Brăneşti
- Ciorogârla
- Domneşti
- Clinceni
- Glina
- Cernica
- Cornetu
- Jilava
- Berceni
- Dărăşti
- 1 Decembrie
- Vidra

44°37′N 26°07′Ø / 44.61°N 26.12°Ø